# お前はスゲぇー!
『お前はスゲぇー!』（おまえはすげぇー）は、175Rが2008年4月9日に発売した、初のミニアルバム。

## 収録曲
1. opening ～All roads lead to 175R～
2. お前はスゲぇよ!
3. 一番星
4. DAY BLUES
5. 挑戦者
6. 君に溢れるこの世界
7. 友よ　作曲：ISAKICK
TBS系全国ネット「Jスポ」テーマソング。
8. 梅雨 山中湖にて(demo)
ボーナストラック。